# Final de Ascenso 2009-10
La Final de Ascenso 2009-10 fue la decimocuarta edición de dicho torneo. El Necaxa se consagró campeón de este torneo tras lograr el bicampeonato de los torneos Apertura 2009 y Bicentenario 2010 respectivamente, de la Liga de Ascenso.

## Sistema de competición
Disputarán el ascenso a la Primera División los campeones de los Torneos Apertura 2009 y Bicentenario 2010. El Club con mayor número de puntos en la Tabla General de Clasificación de la Temporada 2009-2010, (tabla que suma los puntos obtenidos por los Clubes participantes durante ambos Torneos) y tomando en cuenta los criterios de desempate establecidos en el reglamento de competencia, será el que juegue como local el partido de vuelta, eligiendo el horario del mismo y debiéndose jugar obligatoriamente en miércoles y sábado.
El Club vencedor de la Final de Ascenso a la Primera División será aquel que en los dos partidos anote el mayor número de goles, criterio conocido como marcador global. Si al término del tiempo reglamentario el partido está empatado, se agregarán dos tiempos extras de 15 minutos cada uno. De persistir el empate en estos periodos, se procederá a lanzar tiros penales, hasta que resulte un vencedor.
Si el Club vencedor es el mismo en los dos Torneos, se producirá el ascenso automáticamente.

## Información de los equipos
| Equipo | Entrenador    | Estadio  | Ciudad                         | Patrocinador          | Kit  |
| ------ | ------------- | -------- | ------------------------------ | --------------------- | ---- |
| Necaxa | Omar Arellano | Victoria | Aguascalientes, Aguascalientes | Caja Popular Mexicana | Voit |

| Campeón de Ascenso 2009-10     |
| ------------------------------ |
|                                |
| Necaxa                         |
| 1° Título                      |
| Asciende a la Primera División |